# Le policeman vous dit l'heure
Pour le téléfilm, voir Le policeman vous dit l'heure.
Le policeman vous dit l'heure (Greenshaw's Folly) est une nouvelle policière d'Agatha Christie, mettant en scène Miss Marple.
Initialement publiée le 3 novembre 1956 dans la revue Star Weekly au Canada, cette nouvelle a été reprise en recueil en 1960, dans The Adventure of the Christmas Pudding and a Selection of Entrées au Royaume-Uni. Elle a été publiée pour la première fois en France dans le recueil Le Retour d'Hercule Poirot en 1962.

## Publications
Avant la publication dans un recueil, la nouvelle avait fait l'objet de publications dans des revues :
- le 3 novembre 1956, au Canada, dans la revue Star Weekly[1] ;
- du 3 au 7 décembre 1956, au Royaume-Uni, dans le journal Daily Mail[2], ;
- en mars 1957, aux États-Unis, dans le no 3 (vol. 29) de la revue Ellery Queen’s Mystery Magazine[3] ;
- en 1958, en France, sous le titre « La Folie Greenshaw » ;
- en octobre 1960, au Royaume-Uni, dans la revue Woman's Journal[4].

La nouvelle a ensuite fait partie de nombreux recueils :
- en 1960, au Royaume-Uni, dans The Adventure of the Christmas Pudding and a Selection of Entrées[2] (avec 5 autres nouvelles) ;
- en 1961, aux États-Unis, dans Double Sin and Other Stories[2],[5] (avec 7 autres nouvelles) ;
- en 1962, en France, dans Le Retour d'Hercule Poirot[6] (avec 2 autres nouvelles).
(recueil réédité sous le titre « Christmas Pudding » dans les coll.« Club des Masque » et « Les Intégrales du Masque ») ;
- en 1966, aux États-Unis, dans Surprise! Surprise! (avec 11 autres nouvelles).

## Adaptation
- 2013 : La Folie de Greenshaw (Greenshaw's Folly), téléfilm britannique de la deuxième série télévisée Miss Marple (22e épisode, 6.02), avec Julia McKenzie dans le rôle principal.